# Лозовая (Шаргородский район)
Лозо́вая (укр. Лозова, пол. Łozowa) — село на Украине, находится в Шаргородском районе Винницкой области.
Код КОАТУУ — 0525384801. Население по переписи 2001 года составляет 1369 человек. Почтовый индекс — 23540. Телефонный код — 4344.
Занимает площадь 3,293 км².

## Религия
В селе действуют Свято-Покровский и Свято-Николаевский храмы Шаргородского благочиния Могилёв-Подольской епархии Украинской православной церкви.

## Адрес местного совета
23540, Винницкая область, Шаргородский р-н, с. Лозовая, ул. Ленина, 1